# Глоденски район
Голденския район (на румънски: raionul Glodeni) е район в северната част на Молдова с административен център град Глодени. Площта му е 754 квадратни километра, а населението – 51 306 души (по преброяване от май 2014 г.). Районът граничи с Румъния.